# Julia Roberts
Julia Fiona Roberts (Smyrna, 28 de outubro de 1967) é uma atriz e produtora estadunidense. Conhecida por seus papéis principais em filmes que abrangem uma variedade de gêneros, ela recebeu vários prêmios, incluindo um Oscar, um Prêmio da Academia Britânica de Cinema e um Globo de Ouro na categoria de Melhor Atriz por seu papel em Erin Brokovich (2000). Julia acumula mais dois prêmios Globos de Ouro na categoria de Melhor Atuação por um Elenco pelos filmes Prêt-à-Porter e Closer (2004). Os filmes em que ela estrelou coletivamente arrecadaram mais de 3,9 bilhões de dólares em todo o mundo, tornando-a uma das estrelas mais lucrativas de Hollywood.
Depois de uma descoberta inicial com aparições em Mystic Pizza (1988) e Steel Magnolias (1989), Julia se estabeleceu como atriz principal quando encabeçou a comédia romântica Pretty Woman (1990), pelo qual se tornou conhecida mundialmente, o clássico arrecadou 464 milhões de dólares em todo o mundo. Ela estrelou vários filmes de sucesso comercial ao longo da década de 1990, incluindo as comédias românticas cult My Best Friend's Wedding (1997), Notting Hill (1999) e Runaway Bride (1999), antes de ganhar o Oscar de Melhor Atriz por sua atuação no drama biográfico Erin Brockovich (2000). Roberts alcançou mais sucesso no cinema nas décadas seguintes com Ocean's Eleven (2001), Ocean's Twelve (2004), Charlie Wilson's War (2007), Valentine's Day (2010), Eat Pray Love (2010), August: Osage County (2013), Wonder (2017) e Ticket to Paradise (2022). Ela também recebeu uma indicação ao Primetime Emmy Award pelo filme para televisão da HBO, The Normal Heart (2014), teve seu primeiro papel regular na televisão na primeira temporada da série de suspense psicológico Homecoming (2018) do Amazon Prime Video e interpretou Martha Mitchell no Starz série limitada política Gaslit (2022).
Seus filmes Mystic Pizza (1988), Steel Magnolias (1989), The Pelican Brief (1993), My Best Friend's Wedding (1997), Notting Hill (1999), Runaway Bride (1999), Ocean's Eleven (2001), Ocean's Twelve (2004), Charlie Wilson's War (2007), Valentine's Day (2010), Eat Pray Love (2010) e Mirror Mirror (2012) trouxeram coletivamente bilheteria de mais de 2,6 bilhões de dólares, fazendo dela uma das atrizes mais bem sucedidas em termos de bilheteria.
Julia tornou-se uma das atrizes mais bem pagas do mundo, superando anual "lista de poder" do The Hollywood Reporter das melhores estrelas femininas que mais lucraram 2005–2006. Seu pagamento por Pretty Women (1990) foi de 300 mil dólares, em 2003, foi pago 25 milhões de dólares para seu papel em Mona Lisa Smile (2003). A partir de 2010, o patrimônio líquido da atriz foi estimado em 140 milhões de dólares.
Roberts foi nomeada onze vezes pela revista People como uma das "50 Pessoas Mais Bonitas do Mundo", empatada com Halle Berry. Além de detentora do recorde da publicação como "A Mulher mais Bonita", ela já ganhou esse título por cinco vezes. A quinta vez foi no ano de 2017, aos 49 anos. Em 2011, ela foi nomeada uma das "100 Mulheres Mais Atraentes de Todos os Tempos" pela Men's Health. Em 2001, Ladies Home Journal classificou-a na 11ª posição como a mulher mais poderosa nos Estados Unidos.

## Biografia
Nascida em Smyrna, no Estado da Geórgia nos Estados Unidos. Julia Roberts possui ascendência inglesa, alemã, irlandesa, escocesa e galesa. A atriz descobriu no programa Finding your roots, que não é realmente uma Roberts legítima, pois o sobrenome Roberts vem de seu avô, que Julia descobriu que não era um Roberts de verdade, visto que, seu avô foi na verdade um fruto de uma relação extraconjugal de sua bisavó Rhoda Sutte Roberts, que teve um caso com um homem casado depois que seu marido Willis Roberts já havia morrido.   
Julia carrega o sobrenome de Willis Roberts, apontado por sua bisavó Rhoda Sutte Roberts como seu verdadeiro bisavô e pai de seu filho John o avô de Julia. Mas Willis Roberts morreu mais de uma década antes da bisavó de Julia dar à luz ao seu avô, John Pendleton Roberts, levando a uma conclusão inevitável de que: Willis Roberts não poderia ser o verdadeiro bisavô de Julia Roberts, pois ele havia morrido uma década antes do nascimento de seu suposto filho, o avô de Julia.
Rhoda Sutte, a bisavó de Julia engravidou mesmo sendo viúva há mais de 10 anos e deu à luz ao avô de Julia, registrando o filho ilegítimo com o sobrenome do morto marido Willis Roberts. Mesmo com a ilegitimidade da paternidade de Jonh Pendleton Roberts o sobrenome foi passado adiante nos descendentes de Rhoda, até chegar a Julia e seus irmãos, entre eles o também ator Eric Roberts. Julia concluiu que não é de fato um membro legítimo da família Roberts, mas é seu sobrenome e sua família irá continuar a mesma e não condena o ato feito por sua bisavó Rhoda, que preferiu dar-lhes o sobrenome de seu morto marido ao invés de registrar seu avô com o sobrenome de solteira Sutte, Julia disse que nunca tinha ouvido falar do nome Sutte e afirmou que: Prefere o sobrenome Roberts.
Seu pai, Walter Grady Roberts vendia de porta em porta e sua mãe, Betty Lou Motes (Bredemus), era secretária de paróquia. Julia cresceu vendo seus pais envolvidos também em atividades teatrais. Gente de teatro frequentava sua casa. Quando tinha apenas quatro anos, seus pais se separaram e aos nove perdeu o pai vítima de câncer. É irmã do também ator Eric Roberts.
Seu sonho era ser veterinária, mas aos 17 anos, optou por tentar a carreira artística e se mudou para Nova Iorque. Trabalhou em uma loja de sapatos e uma sorveteria, antes de se tornar modelo da agência de modelo Click. Tudo o que ganhava era para pagar os cursos de interpretação, mas não chegou a completar nenhum.

## Carreira
Após atuar em alguns seriados, conseguiu o seu primeiro papel no filme, Blood red (Sangue da Terra- 1980) pois o ator Eric Roberts, seu irmão mais velho, convenceu o diretor do filme a inclui-la no elenco. Julia e o irmão não se relacionam bem, pois Eric a acusa de ser "mal-agradecida", por nunca haver reconhecido a sua colaboração no início de sua carreira.[carece de fontes?]
Indicada ao Oscar de melhor atriz coadjuvante por Steel Magnolias, foi da cerimônia direto para os estúdios de Pretty Woman. Depois deste filme, ao lado de Richard Gere, ganhou destaque e mais uma indicação ao Oscar, desta vez, como atriz principal.
A partir daí, ficou conhecida por atuar nas comédias românticas, embora tenha demonstrado interesse também em papéis dramáticos. O ano de 1999 foi de grande sucesso de bilheteria para Julia, com os filmes Notting Hill e Runaway Bride.
Em 2001, com Erin Brockovich, foi premiada com o Oscar de melhor atriz. Mesmo o filme tendo sido lançado em março de 2000, fugindo do hábito dos estúdios só lançarem suas produções mais sérias apenas nos meses finais do ano com o intuito de permanecer mais frescos na mente dos votantes da Academia, Julia obteve aclamação da crítica especializada naquele ano.[carece de fontes?]
Em 2004, Julia anunciou que estava grávida de gêmeos e deu à luz Hazel Patricia e Phinnaeus Walter, no dia 28 de novembro do mesmo ano. Por causa dos filhos, Julia disse que iria abandonar a carreira. Não cumpriu a promessa, pois estreou na Broadway em 2006 com a peça Three Days Rain. Esta foi sua primeira atuação no grande palco de Nova Iorque, e seu trabalho foi bem recebido pelos críticos.

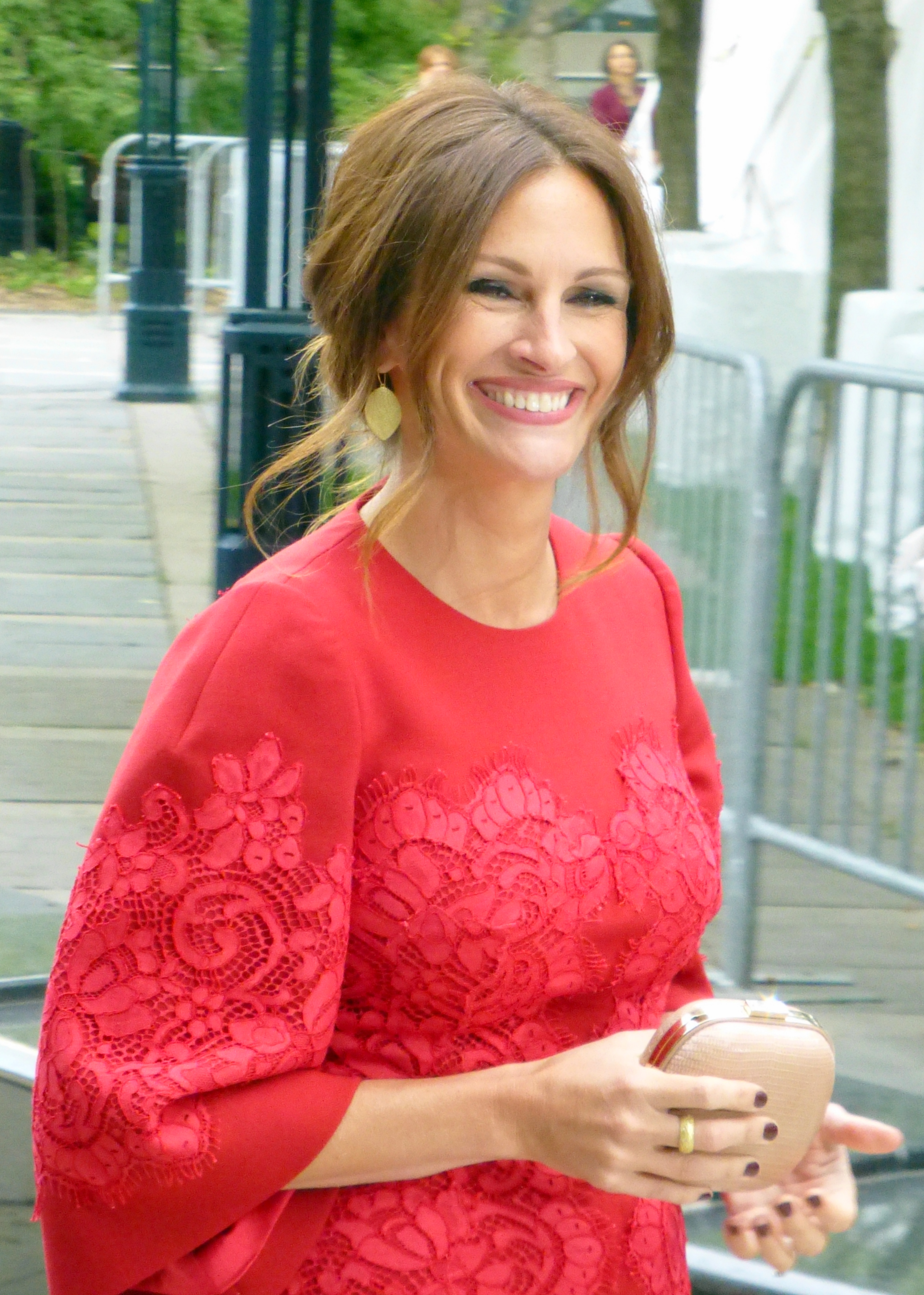
Roberts no Toronto Film Festival de 2013.

No dia 18 de junho de 2007, Julia deu à luz seu terceiro filho, Henry Daniel Moder.
Depois de ter se casado pensou em largar a carreira para dedicar se apenas aos filhos. Seu último importante trabalho antes da primeira gravidez foi Closer (2004), ao lado de Clive Owen, Jude Law e Natalie Portman, no qual sua atuação lhe rendeu elogios. Após sua atuação na Broadway, voltou às telas em 2007 no drama político Charlie Wilson's War, onde atua com Tom Hanks, Philip Seymour Hoffmann e Amy Adams. Em 2009, voltou a contracenar com Clive Owen na comédia de espionagem Duplicity (Duplicidade). Em 2009, protagonizou o sucesso de público Eat Pray Love, baseado no best-seller homônimo, ao lado de Javier Bardem. Em 2011, voltou a atuar com Tom Hanks na comédia romântica Larry Crowne (Larry Crowne - O Amor Está de Volta) e em 2012 atuou como a Rainha Má em Mirror Mirror (Espelho, Espelho Meu), uma releitura do clássico Branca de Neve.
Em 2013, recebeu outra indicação ao Oscar de Melhor Atriz Coadjuvante por sua atuação em August: Osage County. Em 2014, foi elogiada por sua atuação no drama The Normal Heart, da HBO, que trata da AIDS, adaptado do teatro para a televisão. No longa, Julia interpreta a doutora Emma Brookner, cadeirante e ativista que passa a agitar a causa dentro da comunidade científica. Em 2015, atuou no drama Secret in Their Eyes, apesar de o filme não ter sido bem recebido pela crítica, principalmente em comparação à obra argentina original na qual foi baseado. Ainda em 2015, atuou na comédia romântica Mother's Day ao lado de Jennifer Aniston. Em 2016, apareceu ao lado de George Clooney no thriller financeiro Money Monster. Em 2017, atuou em Wonder baseado no romance homônimo, no papel da mãe do protagonista Auggie Pullman.

## Vida pessoal
Julia terminou seu noivado com o também ator Kiefer Sutherland na década de noventa, o que baixou sua autoestima e o seu apego ao trabalho por um longo período.
Em 2001, durante as gravações do filme The Mexican, Julia conheceu o cameraman Danny Moder com quem viria a se casar, em 2002, após um escândalo que ocupou durante um bom tempo a imprensa, visto que a atriz era namorada do ator Benjamin Bratt e Danny era casado. Julia e Daniel se casaram em 2002. Juntos, eles têm três filhos: gêmeos, uma menina e um menino, nascidos em novembro de 2004, e outro filho nascido em junho de 2007.
Ela é irmã do diretor e famoso ator Eric Roberts e tia da atriz e cantora Emma Roberts. Também é embaixadora da fragrância La Vie Est Belle da marca de cosméticos Lancôme.
Julia também já trabalhou para outras marcas de grande renome como Cartier, Louis Vuitton, Guerlain e Chopard.

## Filmografia

### Cinema e Telefilmes
| Ano  | Título                               | Título em português                         | Papel                               | Nota(s)              | Ref    |
| ---- | ------------------------------------ | ------------------------------------------- | ----------------------------------- | -------------------- | ------ |
| 1987 | Firehouse                            |                                             | Babs                                | Não creditada        | [ 21 ] |
| 1988 | Satisfaction                         | br: Satisfaction - No Amor e No Rock        | Daryle Shane                        |                      | [ 22 ] |
| 1988 | Baja Oklahoma                        | br: A Paixão de Sua Vida                    | Candy Hutchins                      | Filme para televisão | [ 23 ] |
| 1988 | Mystic Pizza                         | br: Três Mulheres, Três Amores              | Daisy Arujo                         |                      | [ 24 ] |
| 1988 | Blood Red                            | br: Sangue da Terra                         | Maria Collogero                     |                      | [ 25 ] |
| 1989 | Steel Magnolias                      | br: Flores de Aço                           | Shelby Eatenton Latcherie           |                      |        |
| 1990 | Pretty Woman                         | br: Uma Linda Mulher                        | Vivian Ward                         |                      |        |
| 1990 | Flatliners                           | br: Linha Mortal                            | Rachel Mannus                       |                      |        |
| 1991 | Sleeping with the Enemy              | br: Dormindo com o Inimigo                  | Laura Williams Burney / Sara Waters |                      |        |
| 1991 | Dying Young                          | br: Tudo por Amor                           | Hillary O'Neil                      |                      |        |
| 1991 | Hook                                 | br: Hook: A Volta do Capitão Gancho         | Sininho                             |                      |        |
| 1992 | The Player                           | br: O Jogador                               | Ela mesma                           | Não creditada        |        |
| 1993 | The Pelican Brief                    | br: O Dossiê Pelicano                       | Darby Shaw                          |                      |        |
| 1994 | I Love Trouble                       | br: Adoro Problemas                         | Sabrina Peterson                    |                      |        |
| 1994 | Prêt-à-Porter                        | br: Prêt-à-Porter                           | Anne Eisenhower                     |                      |        |
| 1995 | Something to Talk About              | br: O Poder do Amor                         | Grace King Bichon                   |                      |        |
| 1996 | Mary Reilly                          | br: O Segredo de Mary Reilly                | Mary Reilly                         |                      |        |
| 1996 | Michael Collins                      | br: Michael Collins - O Preço da Liberdade  | Kitty Kiernan                       |                      |        |
| 1996 | Everyone Says I Love You             | br: Todos Dizem Eu Te Amo                   | Von Sidell                          |                      |        |
| 1997 | My Best Friend's Wedding             | br: O Casamento do Meu Melhor Amigo         | Julianne Potter (Jules)             |                      |        |
| 1997 | Conspiracy Theory                    | br: Teoria da Conspiração                   | Alice Sutton                        |                      |        |
| 1998 | Stepmom                              | br: Lado a Lado                             | Isabel Kelly                        | Produtora Executiva  |        |
| 1999 | Notting Hill                         | br: Um Lugar Chamado Notting Hill           | Anna Scott                          |                      |        |
| 1999 | Runaway Bride                        | br: Noiva em Fuga                           | Maggie Carpenter                    |                      |        |
| 2000 | Erin Brockovich                      | br: Erin Brockovich - Uma Mulher de Talento | Erin Brockovich                     |                      |        |
| 2001 | The Mexican                          | br: A Mexicana                              | Samantha Barzel                     |                      |        |
| 2001 | America's Sweethearts                | br: Os Queridinhos da América               | Kathleen "Kiki" Harrison            |                      |        |
| 2001 | Ocean's Eleven                       | br: Onze Homens e um Segredo                | Tess Ocean                          |                      |        |
| 2002 | Grand Champion                       | br: O Grande Campeão                        | Jolene                              |                      |        |
| 2002 | Full Frontal                         | br: Full Frontal                            | Francesca/Catherine                 |                      |        |
| 2002 | Confessions of a Dangerous Mind      | br: Confissões de uma Mente Perigosa        | Patricia                            |                      |        |
| 2003 | Mona Lisa Smile                      | br: O Sorriso de Mona Lisa                  | Katherine Watson                    |                      |        |
| 2004 | Ocean's Twelve                       | br: Doze Homens e Outro Segredo             | Tess Ocean                          |                      |        |
| 2004 | Tell Them Who You Are                |                                             | Ela mesma                           | Documentário         |        |
| 2004 | Closer                               | br: Closer - Perto Demais                   | Anna Cameron                        |                      |        |
| 2004 | Samantha: An American Girl Holiday   | br: Samantha & Nellie                       |                                     | Filme para televisão |        |
| 2004 | Samantha: An American Girl Holiday   | br: Samantha & Nellie                       | Produtora executiva                 |                      |        |
| 2005 | Felicity: An American Girl Adventure |                                             |                                     | Filme para televisão |        |
| 2005 | Felicity: An American Girl Adventure | Produtora executiva                         |                                     |                      |        |
| 2006 | Charlotte's Web                      | br: A Menina e o Porquinho                  | Charlotte, a Aranha (voz)           |                      |        |
| 2006 | Beslan: Three Days In September      |                                             | Narradora                           |                      |        |
| 2006 | The Ant Bully                        | br: Lucas, Um Intruso no Formigueiro        | Hova (voz)                          | Filme de animação    |        |
| 2007 | Charlie Wilson's War                 | br: Jogos do Poder                          | Joanne Herring                      |                      |        |
| 2008 | Fireflies in the Garden              | br: Um Segredo Entre Nós                    | Lisa Taylor Waechter                |                      |        |
| 2008 | Kit Kittredge: An American Girl      | br: Kit: Uma Garota Especial                | Produtora executiva                 |                      |        |
| 2009 | Duplicity                            | br: Duplicidade                             | Claire Stenwick                     |                      |        |
| 2010 | Valentine's Day                      | br: Idas e Vindas do Amor                   | Captã Kate Hazeltine                |                      |        |
| 2010 | Eat Pray Love                        | br: Comer Rezar Amar                        | Elizabeth Gilbert                   |                      |        |
| 2011 | Larry Crowne                         | br: Larry Crowne: O Amor Está de Volta      | Prof. Mercedes Tainot               |                      |        |
| 2011 | Jesus Henry Christ                   | br: A Origem da Vida                        |                                     | Produtora executiva  |        |
| 2011 | Extraordinary Moms                   |                                             | Ela mesma (narração)                | Filme para televisão |        |
| 2011 | Extraordinary Moms                   | Produtora executiva                         | Ela mesma (narração)                |                      |        |
| 2011 | Love, Wedding, Marriage              | br: Amor, Felicidade ou Casamento           | Terapeuta de Ava (narração)         |                      |        |
| 2012 | Mirror Mirror                        | br: Espelho, Espelho Meu                    | Rainha Clementianna                 |                      |        |
| 2013 | August: Osage County                 | br: Álbum de Família                        | Barbara Fordham                     |                      |        |
| 2014 | The Normal Heart                     | pt: Um Coração Normal                       | Drª. Emma Brookner                  | Filme para televisão |        |
| 2015 | Secret in Their Eyes                 | br: Olhos da Justiça                        | Jess Cobb                           |                      |        |
| 2016 | Mother's Day                         | br: O Maior Amor do Mundo                   | Miranda Collins                     |                      |        |
| 2016 | Money Monster                        | br: Jogo do Dinheiro                        | Patty Fenn                          |                      |        |
| 2017 | Smurfs: The Lost Village             | br: Os Smurfs e a Vila Perdida              | SmurfWillow (voz)                   | Filme de animação    |        |
| 2017 | Wonder                               | br: Extraordinário                          | Isabel Pullman                      |                      |        |
| 2018 | Ben Is Back                          | br: O Retorno de Ben                        | Holly Burns                         |                      |        |
| 2018 | Let's Dance                          |                                             | Mulher no trem                      | Curta-metragem       |        |
| 2022 | Ticket to Paradise                   | br: Ingresso para o Paraíso                 | Georgia Cotton                      | Produtora executiva  |        |
| 2023 | Leave the World Behind               | br: O Mundo Depois de Nós                   | Amanda Sandford                     |                      | [ 26 ] |
| 2025 | After the Hunt                       |                                             | Alma Olsson                         | Filmando             |        |

### Televisão
| Ano  | Título                   | Título em português               | Episódio(s)              | Título do espisódio               | Papel           | Nota(s)             |
| ---- | ------------------------ | --------------------------------- | ------------------------ | --------------------------------- | --------------- | ------------------- |
| 1987 | Crime Story              |                                   | T01.E18                  | The Survivor                      | Tracy           |                     |
| 1988 | Miami Vice               | br: Miami Vice                    | T04.E22                  | Mirror Image                      | Polly Wheeler   |                     |
| 1996 | Friends                  | br: Friends                       | T02.E13                  | That One After Super Bowl: Part 2 | Susie Moss      |                     |
| 1998 | Murphy Brown             | br: Murphy Brown                  | T10.E21                  | Never Can Say Goodbye: Part 1     | Ela mesma       |                     |
| 1998 | Murphy Brown             | br: Murphy Brown                  | T10.E22                  | Never Can Say Goodbye: Part 2     | Ela mesma       |                     |
| 1999 | Law & Order              | br: Lei e Ordem                   | T09.E20                  | Empire                            | Katrina Ludlow  |                     |
| 2003 | Freedom: A History of US |                                   | T01.E07                  | What is Freedom?                  | Virginia        |                     |
| 2003 | Freedom: A History of US | T01.E10                           | Yearning to Breathe Free | Appleton's Journal                |                 |                     |
| 2014 | Mother Nature            | br: A Natureza Está Falando       |                          | Mother Nature                     | Mother Nature   |                     |
| 2018 | Homecoming               | br: Homecoming: De Volta à Pátria |                          |                                   | Heidi Bergman   | Produtora Executiva |
| 2022 | Gaslit                   |                                   |                          |                                   | Martha Mitchell | Produtora Executiva |